# Velostrady GZM

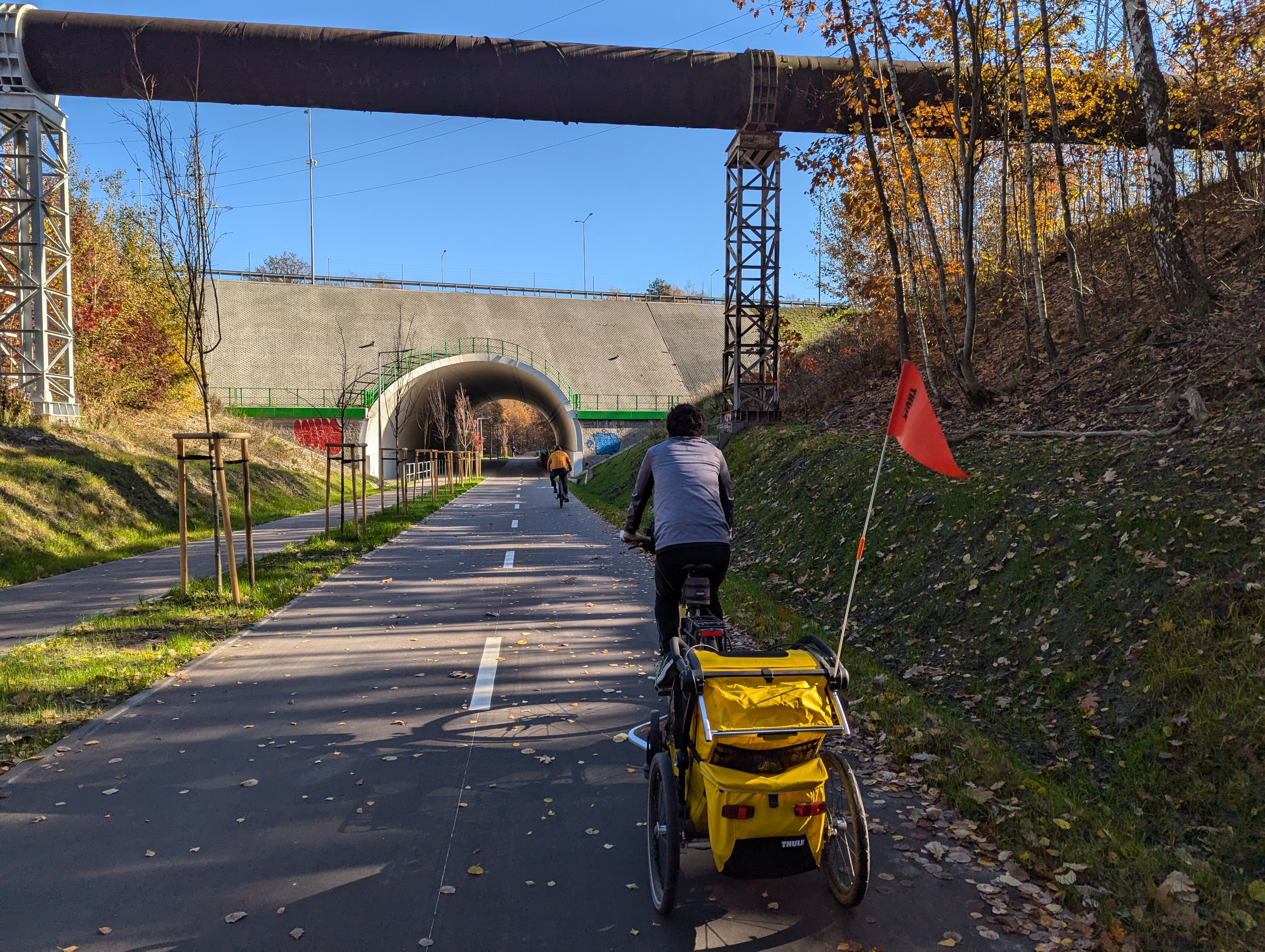
Velostrada nr 6 w Katowicach

Velostrady GZM – sieć velostrad na terenie Górnośląsko-Zagłębiowskiej Metropolii tworzona przez zarząd Metropolii przy ścisłej współpracy z władzami miast. Koncepcja tras łączących miasta Metropolii po raz pierwszy pojawiła się w 2013 r. (Metropolitalne Studium Systemu Tras Rowerowych); w grudniu 2016 opublikowano audyt z możliwością wykorzystania linii pokolejowych (VeloSilesia). Ostateczna koncepcja została podpisana przez miasta Metropolii w maju 2022 r. i obejmuje 11 tras na terenie Górnego Śląska i Zagłębia Dąbrowskiego wchodzących w skład konurbacji górnośląskiej; koncepcja zakłada budowę dróg rowerowych o standardzie velostrady o łącznej długości 120 km mających pełnić funkcję transportową i stanowić alternatywę dla podróży samochodem na krótkich dystansach. Sieć ma być „kręgosłupem” transportu rowerowego Metropolii i stanowić trzon Metropolitalnej Sieci Tras Rowerowych (MSTR). Budowa pierwszych fragmentów rozpoczęła się w końcu 2023 roku; wiosną 2024 rozpoczęła się budowa pierwszego pełnego odcinka velostrady nr 6. 

## Parametry techniczne
Velostrady mają być realizowana zgodnie ze „Standardami i wytycznymi kształtowania infrastruktury rowerowej GZM”. Inwestycja ma zapewnić szybki i bezpieczny przejazd dla rowerzystów.
Projekt zakłada:
- odseparowana od ruchu samochodowego oraz ruchu pieszych z systemem bezkolizyjnych zjazdów oraz skrzyżowań realizowanych z użyciem tuneli i kładek,
- dwa pasy ruchu dla każdego kierunku o łącznej szerokości 4 metry,
- umożliwiająca podróż z prędkością 30 – 40 km/h[12],
- połączenia z gminnymi drogami rowerowymi,
- budowę punktów obsługi rowerów,
- oświetlenie tras[13][14].

## Przebiegi tras

Mapa gmin należących do Metropolii GZM z naniesionymi informacjami o planowanych (blado czerwony) i realizowanych (mocno czerwony) velostradach na terenie Metropolii. Ponadto kolorem zielonym oznaczone są gminy, na których planowane jest uruchomienie Roweru Metropolitalnego a żółtym pozostałe gminy Metropolii, przy czym ciemno zielony to faza pierwsza uruchomienia, zielony to faza druga a jasno zielony faza trzecia.

### Velostrada nr 1: Katowice – Sosnowiec

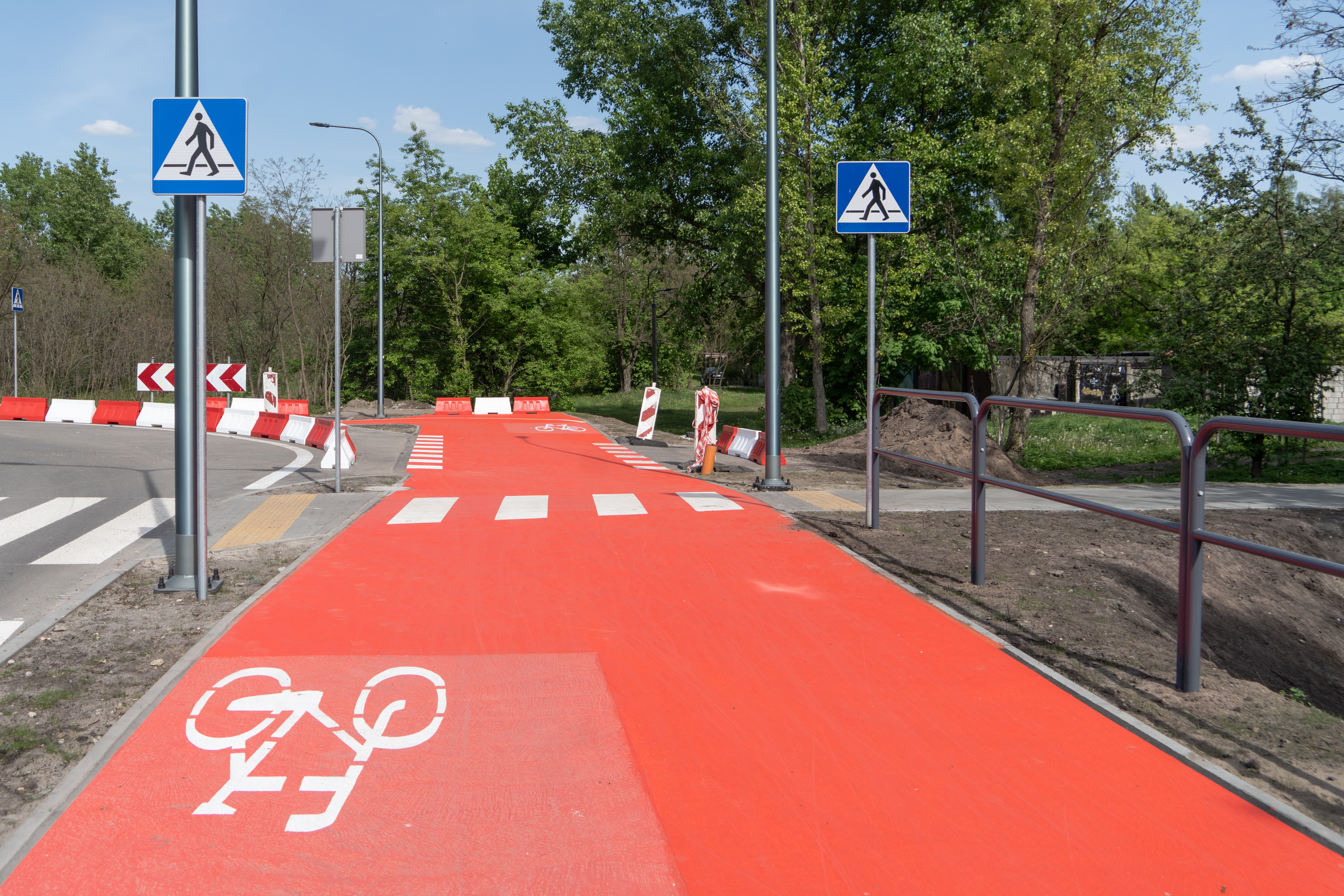
pierwszy wybudowany w fragment velostrady (velostrada nr 1 Katowice - Sosnowiec)

Velostrada nr 1 — opisywana też jako Velostrada Wschód – prowadząca z Katowic do Sosnowca przez okolice kampusu Uniwersytetu Śląskiego, Bulwar Rawy, śladem nieczynnej linii kolejowej w Rozdzieniu do ulicy Hallera przecinając byłym przepustem linię kolejową nr 161 (tunel). Następnie przebiega dalej wąwowzem nieczynnej linii kolei piaskowej nr 678 w Burowcu i Borkach do ul. Borki, zbliżając się zarazem do drogi ekspresowej S86 i kierując się w stronę Sosnowca w okolicach ulicy Kresowej. Na granicy Sosnowca i Katowic velostrada nr 1 ma łączyć się z Velostradą nr 7 (Czeladź, Będzin, Dąbrowa Górnicza) i Velostradą nr 8 (Mysłowice). Na terenie Sosnowca trasa rowerowa prowadzona jest do granicy dzielnic Pogoń i Stary Sosnowiec a dalej po śladzie kolei piaskowej nieczynnej linii Wiktora w kierunku centrum Sosnowca, biegnąc równolegle do ul. Wiązowej, przecina al. Mireckiego i dalej przebiega wzdłuż ul. Ks. W. Sedlaka do Parku Dietla.

### Velostrada nr 2: Katowice – Siemianowice Śląskie – Chorzów – Bytom – Piekary Śląskie
Trasa o długości ok. 15,5 km; jej planowany początek to okolice pl. Alfreda w Katowicach. Następnie będzie łączyła Siemianowice Śląskie z Chorzowem i poprzez zespół przyrodniczo-krajobrazowy „Żabie Doły” ma docierać do Bytomia. W pobliżu Drogi Wojewódzkiej nr 911 ma połączyć się z lokalnymi drogami rowerowymi w Piekarach Śląskich.

### Velostrada nr 3: Katowice – Tychy
Trasa o długości od 10 do 17 km łącząca Katowice i Tychy, rozważana w dwóch koncepcjach,:
1. przez południowe dzielnice Katowic, Podlesie i Kostuchnę,
2. przez tyską dzielnicę Czułów, katowickie Murcki i tereny leśne.

18 czerwca 2025 została podpisana umowa na wykonanie tyskiego odcinka velostrady. 

### Velostrada nr 4: Katowice – Chorzów – Świętochłowice – Ruda Śląska – Zabrze – Gliwice
Najdłuższa z metropolitalnych velostrad o planowanej długość: ok. 30 km; Trasa posiada ustalone wstępne przebiegi z wizją lokalną; W opracowaniu uwzględniono przebieg miejskich sieci dróg rowerowych oraz planowane nowe inwestycje (np. centrum przesiadkowe).
Na terenie Rudy Śląskiej przebiegać będzie 7,5 km trasy istniejącym ciągiem od granicy z Zabrzem w pasie drogowym ul. Zabrzańskiej do ul. Przedtorze. Następnie poprowadzony zostanie na południe śladem nieczynnej linii kolejowej do ulicy Chorzowskiej. Od skrzyżowania ulicy Lompy i Chorzowskiej droga przechodzi do granicy ze Świętochłowicami. W znacznej części rudzki odcinek poprowadzony zostanie między ogródkami działkowymi i terenami poprzemysłowymi w pobliżu zabudowy wielorodzinnej.
W Gliwicach velostrada ma powstać w znacznej części na istniejących już trasach oraz tych, które zostały zaplanowane. Jej szacunkowa długość wynosi około 5,5 km. Rozpoczynać się ma na placu Piłsudskiego, a biec będzie przez aleję Przyjaźni, ulice Dworcową, Częstochowską, Jagiellońską, Szarą i Zabrską do ul. Chorzowskiej. Prace nad velostradą miały rozpocząć się w 2023 roku. 
23 czerwca 2025 roku władze miasta Świętochłowice poinformowało o rozpoczęciu budowy pierwszego odcinka velostrady nr 4 o długości 1 km  w ciągu ulic Zielonej, Śląskiej oraz Wojska Polskiego. 

### Velostrada nr 5: Tarnowskie Góry – Bytom

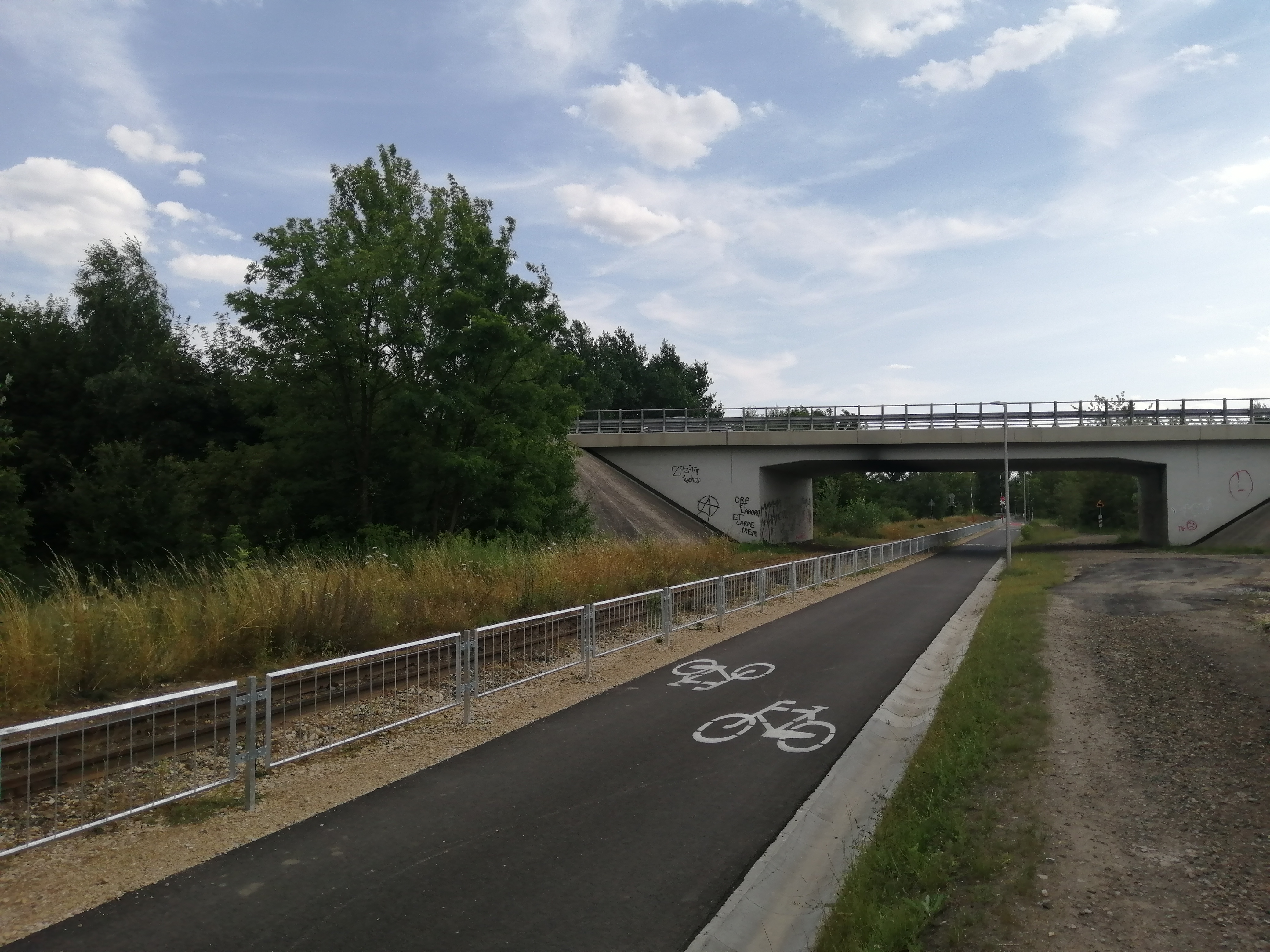
Fragment velostrady Tarnowskie Góry - Bytom w okolicach wiaduktu drogowego w ciągu drogi krajowej nr 78

Trasa o wstępnej długości ok. 14 km o przebiegu z Bytomia do Tarnowskich Gór; Połączenie o dodatkowych walorach rekreacyjnych.

### Velostrada nr 6: Katowice Brynów – Katowice Giszowiec – Mysłowice

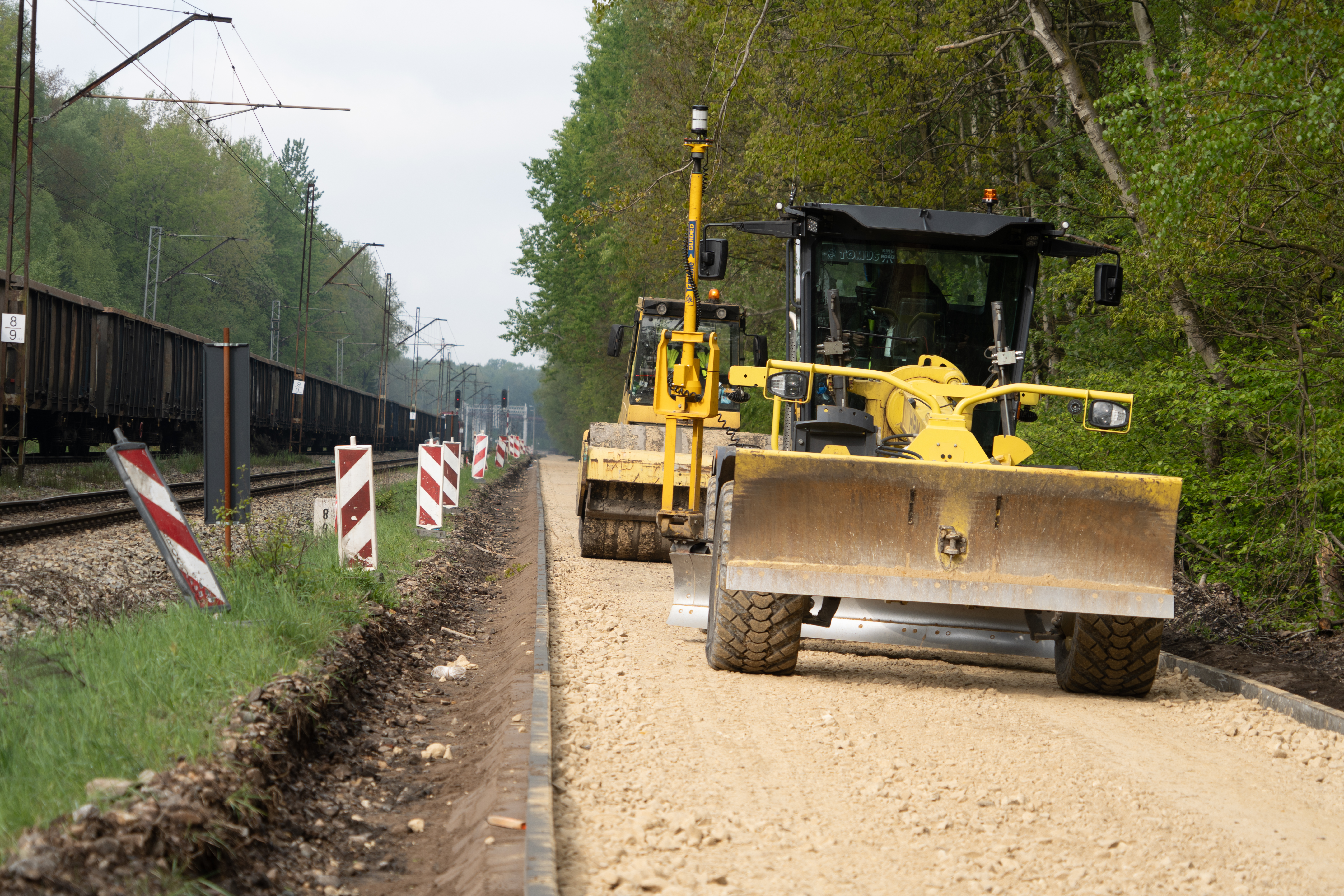
Budowa velostrady nr 6 w Katowicach na odcinku pomiędzy ulicą Francuską a Huberta

Trasa o docelowej dłgości ok. 9,1 km – rozpocznie się w Katowicach koło Centrum Przesiadkowego Brynów, będzie biegła wzdłuż nieczynnej linii kolejowej w przebiegu równoległym do trasy rolkowo-rowerowej w Doliny Trzech Stawów i w dalszym biegu przez dzielnicę Giszowiec, następnie będzie przebiegać wzdłuż ulicy Mysłowickiej w kierunku miasta Mysłowice, docierając do granicy z Mysłowicami w dzielnicy Janów Miejski-Ćmok i dalej wzdłuż ul. Mikołowskiej aż do rejonu ronda Rotmistrza Pileckiego na granicy osiedla Ćmok i Centrum Mysłowic.

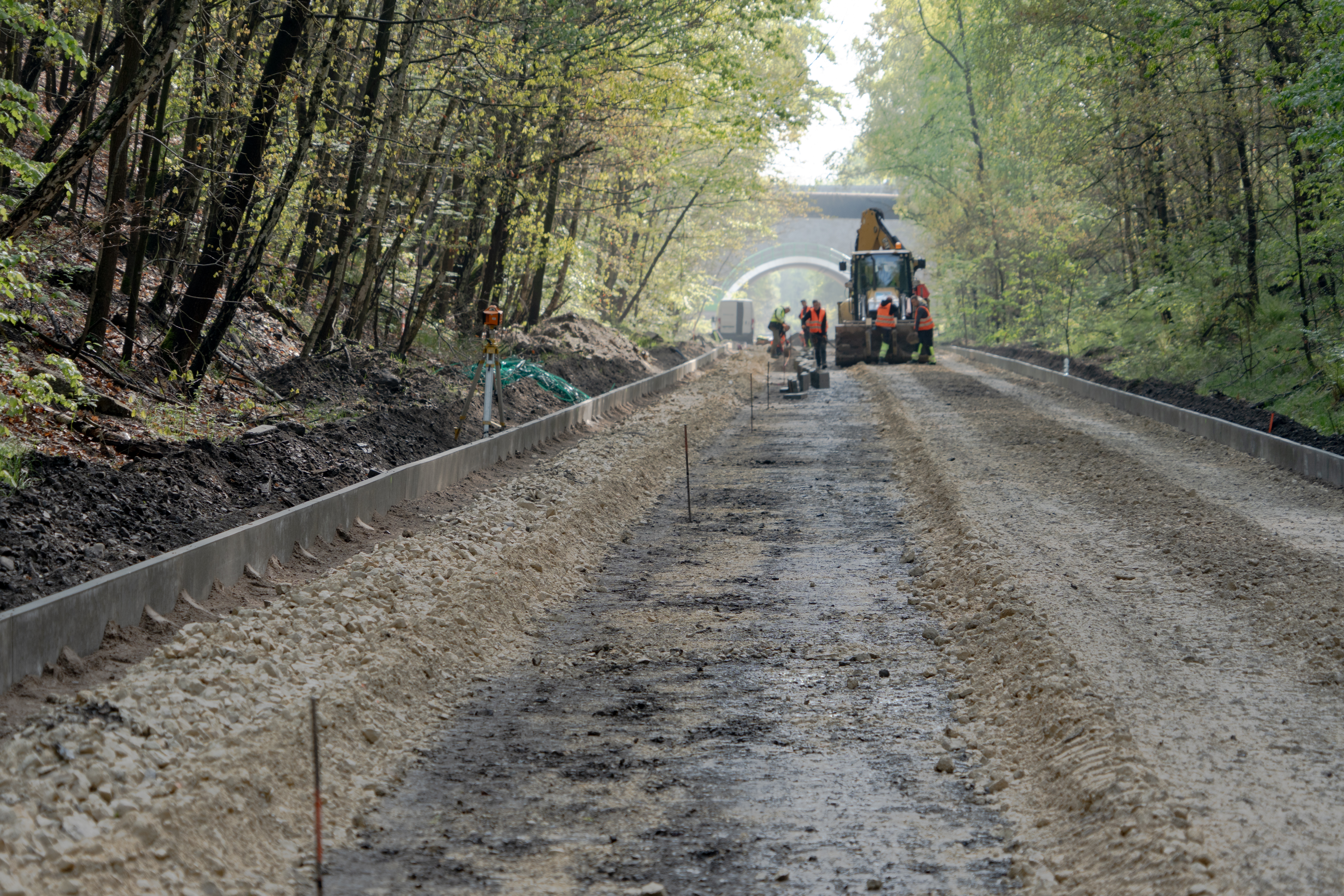
Budowa velostrady nr 6 - odcinek Katowice Brynów - Katowice Giszowiec, przygotowanie odcinka w okolicy DK86

Połączenie Katowice-Mysłowice jest realizowane etapowo. W pierwszym etapie Katowice, przy finansowym udziale GZM, budują połączenie rowerowe o długości ok. 4 km na odcinku pomiędzy Centrum Przesiadkowym na Brynowie, od przejścia pieszo-rowerowego w sąsiedztwie ul. Huberta, a dzielnicą Giszowiec, przy czym od wysokości ul. Huberta do rejonu ul. Kolistej infrastruktura pobiegnie w śladzie zlikwidowanej linii kolejowej. W drugim etapie planowana jest realizacja przedłużenia velostrady w kierunku Mysłowic – w śladzie dawnej linii kolejki piaskowej.
W grudniu 2022 zostały podpisane umowy z GZM dotyczące dofinansowania budowy trasy w ramach projektu Metropolitalna Sieć Tras Rowerowych. W październiku 2023 ogłoszono przetarg na wykonanie pierwszego odcinka o długości 4,4 km między Giszowcem a Centrum Przesiadkowym Brynów. W styczniu 2024 wyłoniono wykonawcę odcinka spośród 10 zgłoszonych ofert. 26 lutego 2024 rozpoczęły się prace budowlane odcinka Katowice Brynów (ul. Huberta)—Katowice Giszowiec (ul. Kolista). Droga rowerowa o parametrach velostrady ma stanowić 80% trasy o długości 5,3 km, a sama velostrada będzie liczyć ok. 4,2 km. W ramach infrastruktury powstaną także miejsca do odpoczynku (7 na całej trasie), liczydło rowerowe, oświetlenie. Pomiędzy velostradą a drogami na terenie Doliny Trzech Stawów powstaną ciągi pieszo-rowerowe mające z połączenie na wysokości parkingu nad rolkostradą. Drugi taki zjazd powstanie obok ronda na końcu ul. Francuskiej, czyli na wysokości pętli autobusowej.

### Velostrada nr 7: Sosnowiec – Czeladź – Będzin – Dąbrowa Górnicza

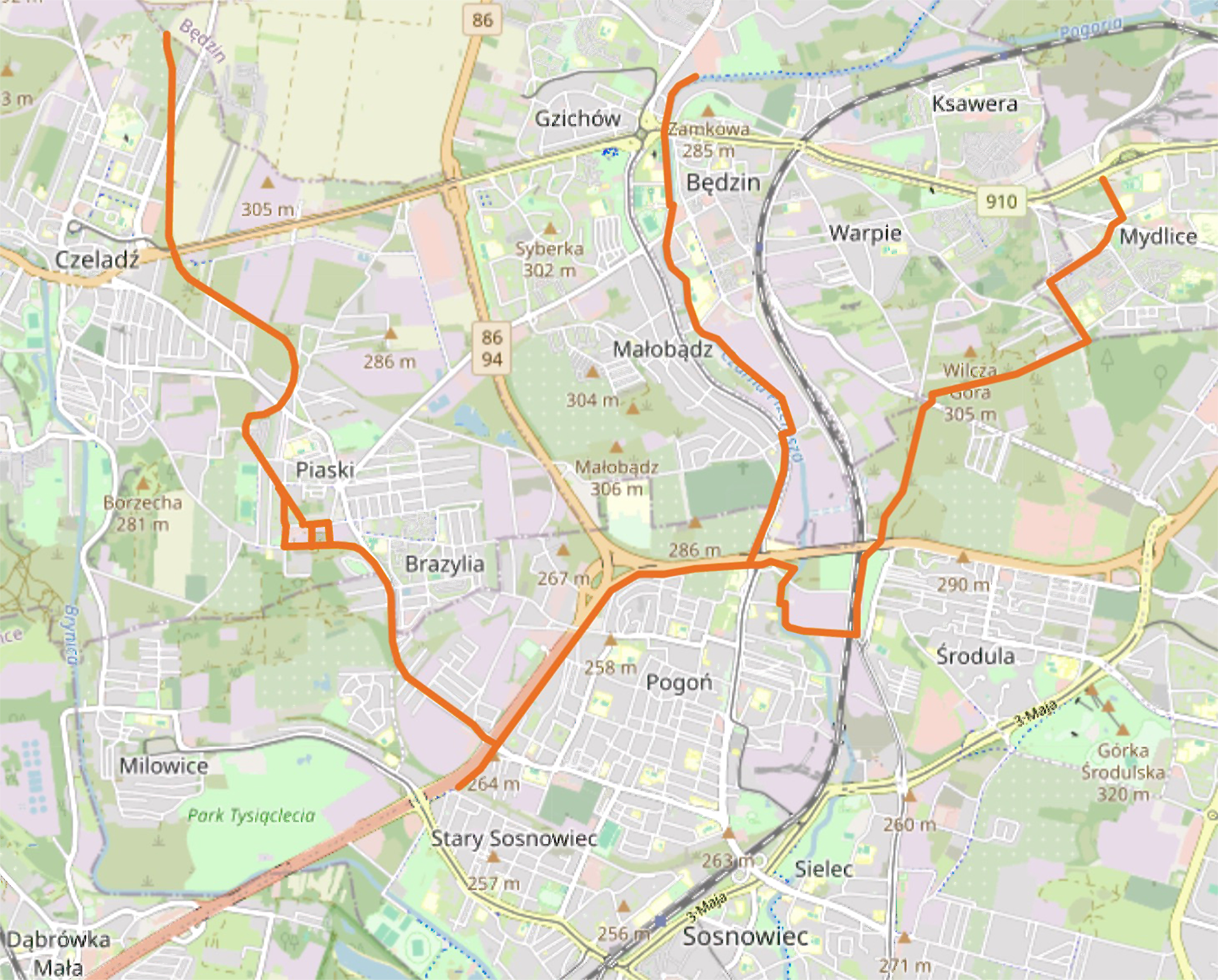
przebieg planowanej velostrady nr 7 łączącej miasta Zagłębia Dąbrowskiego: Będzin, Czeladź, Dąbrowę Górniczą i Sosnowiec; w sosnowcu ma łaczyć się z Velostradą nr 1 Sosnowiec.

Przedłużenie velostrady nr 1 Katowice – Sosnowiec, odnogi doprowadzające ruch z Katowic i Sosnowca do miast Zagłębia Dąbrowskiego: Czeladzi, Będzina i Dąbrowy Górniczej.  Sumarycznie wszystkie odnogi będą miały długość około 16,9 km. W lutym 2024 wyznaczono dokładny przebieg trasy w Czeladzi: w większości będzie przebiegał śladami kolei piaskowej; Velostrada będzie  wykorzystywała wiadukt nad Będzińską i most na ulicy Nowopogońskiej. Projekt zostanie zrealizowany w dużej części za pośrednictwem środków przekazanych przez Zarząd GZM.
Przebiegi rozgałęzień velostrady do poszczególnych miast:
- do Czeladzi: od ul. Piłsudskiego w Sosnowcu, wzdłuż drogi ekspresowej nr S86, wiaduktem w ciągu ul. Gen. Grota-Roweckiego, a w granicach Czeladzi odbijać na zachód nieopodal ul. Nowopogońskiej, następnie włączać się w ul. Kościuszki i wracać do Nowopogońskiej śladem starej linii kolejowej. Ta nitka ma się kończyć na DK 94 (ul. Będzińska w Czeladzi). Nie jest wykluczone jednak, że zostanie przedłużona do ul. Wolności w Będzinie z wykorzystaniem dalszego przebiegu linii kolejowej i wciąż istniejącej infrastruktury mostowej;
- do Będzina: na terenie Sosnowca rozpoczynać się ma w rejonie ul. Gen. Grota-Roweckiego, biec wzdłuż drogi S86 i przecinać ul. Małobądzką i docierać do skrzyżowania dróg S86 i DK94. Następnie droga ma biec wzdłuż DK94 do ul. Będzińskiej w Sosnowcu. Na terenie Będzina velostrada ma przechodzić równolegle do Czarnej Przemszy i kończyć się w sąsiedztwie zamku;
- w kierunku Dąbrowy Górniczej ma to być kontynuacja wzdłuż DK94 odnogi Będzińskiej. Velostrada przetnie tu ul. Będzińską w Sosnowcu oraz układ torowisk tramwajowych i dojdzie do lewego brzegu rzeki Czarnej Przemszy, następnie w rejonie ul. Śnieżnej istniejącą kładką przekroczy rzekę i dotrze poprzez drogę wewnętrzną w rejon istniejącego przejazdu kolejowo-drogowego w ciągu ul. Chemicznej i ul. Piotrkowskiej. Dalej trasa rowerowa pobiegnie w rejonie ul. Piotrkowskiej, przetnie DK94, potok Zagórski i ul. Sokolską i przez dąbrowskie Mydlice doprowadzi rowerzystę do centrum Dąbrowy Górniczej.

### Velostrada nr 9: Mysłowice – Jaworzno – Sosnowiec
Przedłużenie velostrady nr 6, odnogi doprowadzające ruch z Katowic do Mysłowic, Jaworzna i Sosnowca. W granicach Mysłowic velostrada będzie liczyła w całości ok. 6 km, a ruch planowany jest po terenie linii kolejowej nr KP401, aż do rzeki Przemszy, na granicy Mysłowic oraz Jaworzna.

### Velostrada Katowice – Sosnowiec – Mysłowice
Bieg wzdłuż rzeki Przemszy.

## Historia

### VeloSilesia
W 2016 roku samorząd województwa zlecił przeprowadzenie audytu nieczynnych linii kolejowych pod kątem ich adaptacji na szlaki rowerowe, jako pierwszy etap projektu Velo Silesia. Audyt został ukończony 9 grudnia 2016 r. Audyt na stan jego publikacji wykazywał 75% gruntów pod trasy w posiadaniu gmin, Skarbu Państwa i kolei. Projekt z ramienia Śląskiego Urządu Marszałkowskiego w ramach projektu VeloSilesia prowadził ówczesny śląski oficer rowerowy Aleksander Kopia. Założeniem było prowadzenie dróg rowerowych po śladach nieczynnych linii kolejowych kolei piaskowych, dzięki czemu uzyskujemy niewielkie przewyższenia terenu i duże wypłaszczenie trasy oraz łagodne łuki i położenie z daleka od samochodowych traktów komunikacyjnych. Projekt uwzględniał również integrację infrastruktury w ramach EuroVelo oraz BlueVelo na odcinku w województwie śląskim. Do 2020 roku w ramach projektu przeprowadzono tylko audyt gruntów. 
Pierwszym odcinkiem miało być połączenie Katowic i Chorzowa, ale już w 2017 projekt stał się niemożliwy do wykonania przez brak poparcia ze strony władz miasta Katowice, a w konsekwencji poprzez likwidację na tym odcinku istotnej części infrastruktury pod przyszłą trasę. Dodatkowo 30 grudnia 2016 r. spora ilość działek po liniach kolei piaskowych została skupiona przez spółkę Eminent sp. z o.o. z (KRS: 0000543319).

### Velostrady metropolitalne GZM
Na przełomie 2013—2014 zostało opracowane Metropolitalne Studium Systemu Tras Rowerowych na zlecenie ówczesnego Górnośląskiego Związku Metropolitalnego; studium zakładało połączenie miast Metropolii trasami rowerowymi; dokument ten po konsultacjach został opublikowany w listopadzie 2014; znalazły się w nim trasy wykorzystujące ślady zlikwidowanych linii kolejowych. W 2018 r. opublikowane zostało zbliżone opracowanie Studium Metropolitalnych Tras Rowerowych, tym razem dla powstałej rok wcześniej Metropolii GZM. W tym dokumencie znajdują się rozwiązania dotyczące wyznaczania tras rowerowych, z którego wnika koncepcja budowy metropolitalnych velostrad. W 2019 władze Metropolli oficjalnie zapowiedziały budowę velostrad.
Wstępna koncepcja sieci miała liczyć od 22 do 30 km (zależnie od wariantu) i łączyć następujące miasta Metropolii: Dąbrowę Górniczą, Czeladź, Będzin, Siemianowice Śląskie, Sosnowiec, Katowice i Mysłowice. Trasy według założeń mają prowadzić głównie przez tereny nieczynnych linii kolejowych, dzięki czemu zachowane zostaną parametry dotyczące bezkolizyjności, a wypłaszczenie terenu pozwoli poruszać się tymi trasami osobom z chorobami układu krążenia. W 2019 rozpoczął się audyt terenów pod velostrady i proces pozyskiwania gruntów.
20 maja 2022 roku, 11 samorządów miast i gmin Metropolii podpisało porozumienie dotyczące przebiegu i wykonania tras velostrad. Uzgodniono wykonanie 8 tras o łącznej długości 120 km, które połączą miasta Zagłębia Dąbrowskiego i Górnego Śląska: Będzin, Chorzów, Czeladź, Dąbrowę Górniczą, Gliwice, Katowice, Mysłowice, Rudę Śląską, Sosnowiec, Świętochłowice i Zabrze. Realizacja pierwszych inwestycji ma rozpocząć się w 2023 roku.
Kolejnym etapem po podpisaniu mowy miast z GZM będzie wykup gruntów, którym mają się zająć gminy (metropolia nie może kupować terenów). Metropolia chciałaby, żeby sprawy terenowe zostały uregulowane do końca 2021 roku. Na budowę infrastruktury rowerowej już teraz w budżecie GZM zarezerwowane są 22 mln zł.
23 grudnia 2019 został podpisany list intencyjny o współpracy Metropolii z CTL Maczki-Bór S.A. (CTL), a wcześniej z firmą Pragabud sp. z o.o. – właścicielami sieci przemysłowych linii kolejowych i działek po tych liniach – w sprawie realizacji etapu I projektu: budowę szybkiej drogi dla rowerów łączącej Katowice z Sosnowcem i Dąbrową Górniczą.
13 marca 2020 GZM podpisała z firmą doradczo-inżynierska LPW z Katowic na przygotowanie 3-wariantowej koncepcji tej trasy. W marcu 2021 zarząd GZM ogłosił możliwość i gotowość do budowy pierwszego odcinka Velostrady i miała być to trasa łącząca Sosnowiec i Katowice równoległa do przebiegu S86; Początek realizacji planowany był na 2023 rok.
Oficer rowerowy Katowic był mocno sceptyczny w sprawie budowy rowerowego połączenia z Zagłębiem Dąbowskim i ostatecznie, wbrew pierwotnym planom, zamiast odcinka na trasie nr 1 Katowice – Sosnowiec miasto Katowice zdecydowało się na budowę jako pierwszej velostrady nr 6: w maju 2021 nastąpił zakup gruntów od CTL, a w sierpniu 2021 ogłoszono przetarg na budowę połączenia dzielnicy Giszowiec z węzłem przesiadkowym na Brynowie o łącznej długości ok. 5,3 km, gdzie długość drogi w standardzie velostrady to ok. 4,2 km. Etap drugi od Giszowca do Mysłowic będzie podlegał pracom koncepcyjnym zleconym przez GZM.
20 maja 2022 samorządowcy z 11 gmin GZM podpisali porozumienie ws. budowy pierwszych czterech z ośmiu velostrad. W następnych miesiącach podpisywano zgody na pozostałe trasy (łącznie ok. 120 km).
Z końcem 2022 roku Metropolia ogłosiła przetarg na opracowanie szczegółowej dokumentacji technicznej dla czterech pierwszych velostrad, uzgodnionych w majowym porozumieniu.
20 grudnia 2022 r. została podpisana umowa pomiędzy miastem Katowice a Metropolią o udzielenie pomocy finansowej w formie dotacji celowej na opracowanie dokumentacji projektowej dla velostrady na odcinku od ul. Huberta do ul. Kolistej oraz nabycie nieruchomości pod kolejny etap velostrady od ul. Kolistej do granicy z miastem Mysłowice.
W styczniu 2023 roku deweloper Pietrzak B. B. złożył wniosek o wydanie zgodny na wybudowanie osiedla na Burowcu w miejscu przeznaczonym na metropolitalną velostradę nr 1 (Katowice – Sosnowiec), proponując wybudowanie zwykłej drogi rowerowej w miejsce velostrady. Inwestycji w tej postaci sprzeciwiają się między innymi mieszkańcy Katowic. Metropolia przekonuje, że alternatywnym przebiegiem może być trasa przez tereny miejskie planowanego osiedla Mieszkanie Plus, ale w obu warianty nie przewidują umieszczenia trasy w pierwotnie planowanym wąwozie i bezkolizyjności na tym odcinku.
W lutym 2023 na sesji zgromadzenie Metropolii przyjęło uchwałę ws. dotacji dla Sosnowca na sfinansowanie zadania pn. Opracowanie programu funkcjonalno-użytkowego Velostrada nr 1 i 7 w granicy miasta Sosnowiec.
Na I kw. 2023 GZM planuje przetarg na wykonanie koncepcji technicznych kolejnych velostrad: Katowice – Siemianowice Śląskie – Chorzów – Bytom – Piekary Śląskie, Tarnowskie Góry – Bytom oraz Katowice – Sosnowiec – Mysłowice (wzdłuż Przemszy).